# Ołesznia (obwód sumski)
Ołesznia (ukr. Олешня) – wieś na Ukrainie, w obwodzie sumskim, w rejonie ochtyrskim. W 2001 liczyła 1062 mieszkańców.